# John Deere (smed)
John Deere (født 7. februar 1804 i Rutland, Vermont, død 17. maj 1886 i Moline, Illinois) var en amerikansk smed og fabrikant, der grundlagde Deere & Company, som er en af de største og førende koncerner i verden indenfor jordbrugs- og entreprenørmaskiner. I 1837 flyttede han til Illinois og opfandt den første kommercielt succesfulde stål plov. 
1. ↑  Navnet er anført på engelsk og stammer fra Wikidata hvor navnet endnu ikke findes på dansk.
2. ↑  Navnet er anført på engelsk og stammer fra Wikidata hvor navnet endnu ikke findes på dansk.